# Zwartkopoeakari
De zwartkopoeakari (Cacajao melanocephalus)  is een zoogdier uit de familie van de sakiachtigen (Pitheciidae). De wetenschappelijke naam van de soort werd voor het eerst geldig gepubliceerd door Alexander von Humboldt in 1812.

## Voorkomen
De soort komt voor in Colombia, Venezuela en Brazilië.